# Tour de Montmart
La Tour de Montmart est une tour de fortification de Besançon, datant vraisemblablement du XIIIe siècle.

## Histoire
La tour se dresse au centre du bastion de Battant construit par Vauban au XVIIe siècle. Elle est encore appelée tour 
Carrée, tour du Berger ou tour du Cavalier de Battant.
Cette tour est le vestige de l'une des deux tours-portes qui composaient la 
porte située dans le prolongement de la rue Battant vraisemblablement 
construite avec les fortifications du XIIIe siècle (cf les cahiers de la Renaissance du Vieux Besançon, 
cahier no 5 consacré à Vauban à Besançon)
Elle a été conservée par Vauban qui l'a utilisée comme magasin dans le cadre 
de la ceinture urbaine de Battant terminée vers 1688.
La tour fait l’objet d’un classement au titre des monuments historiques depuis le 8 juin 1942.

## Galerie

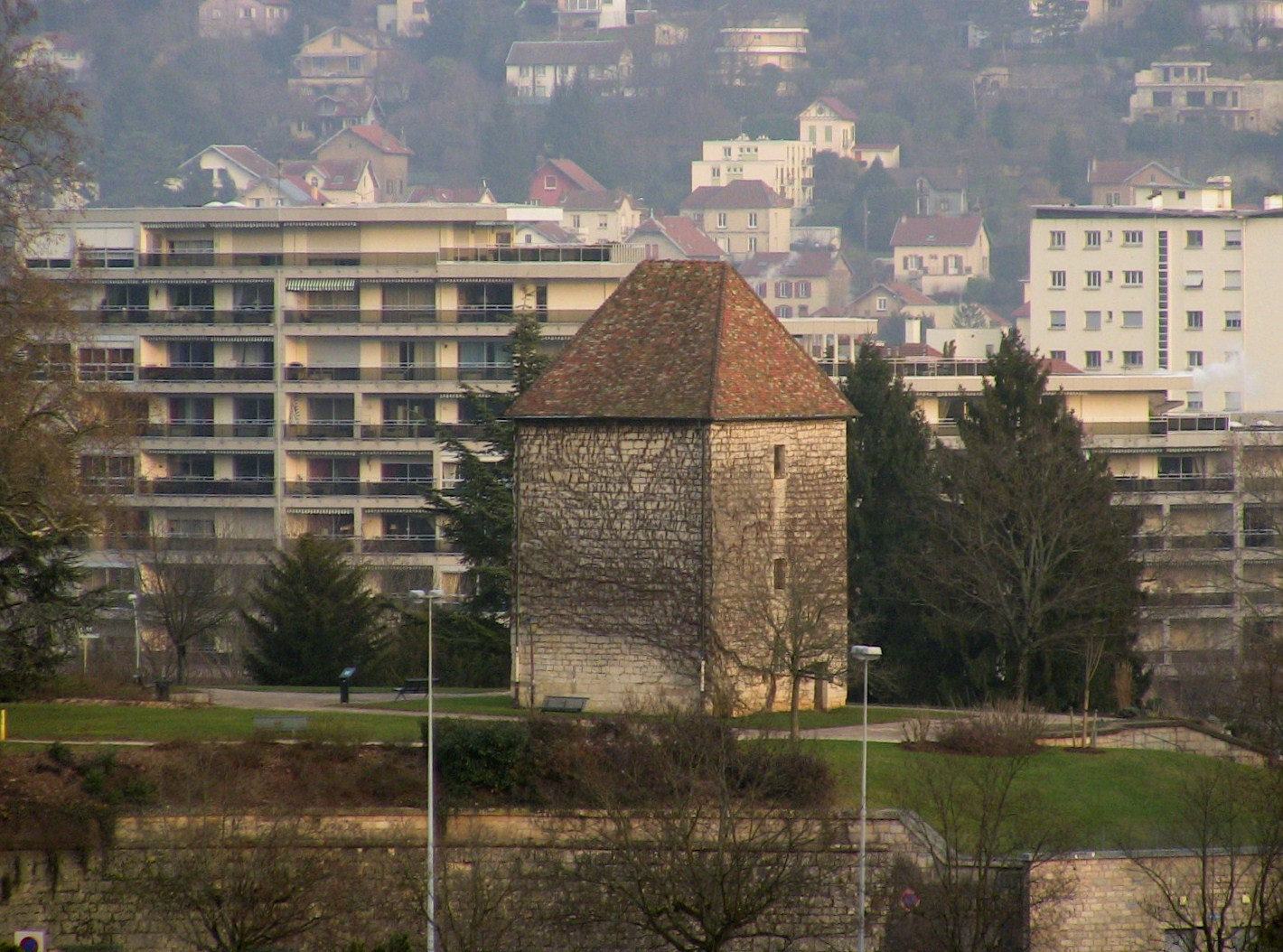
Vue générale
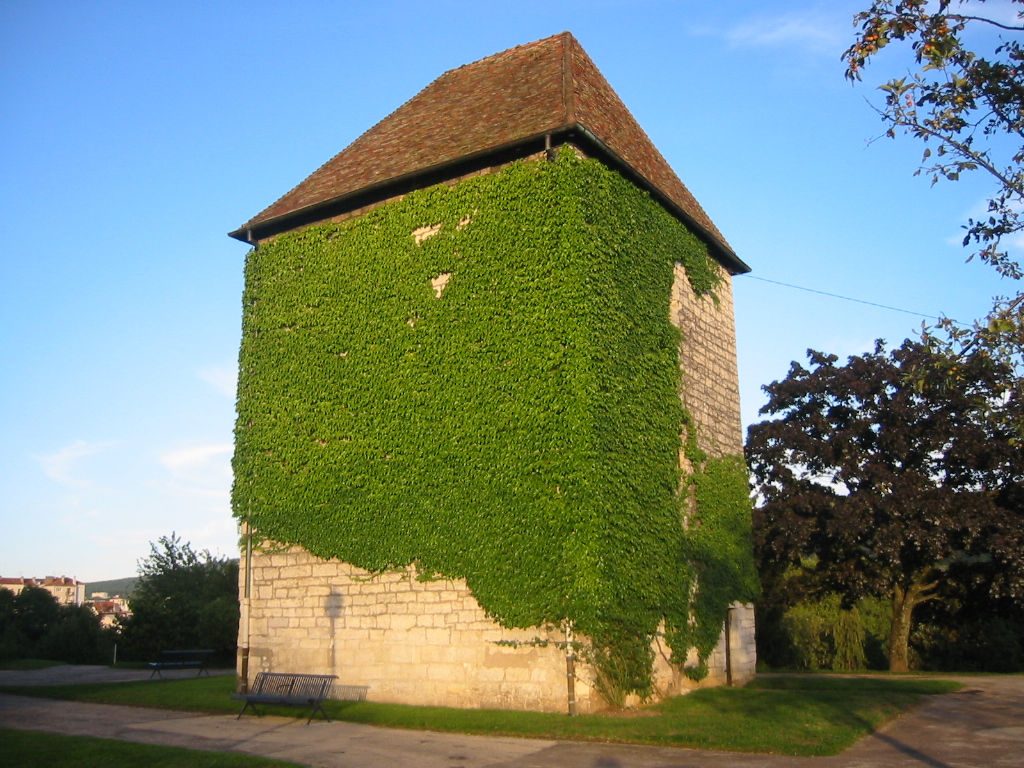
Vue arrière